# 氟化氢
氟化氫（化學式：{\displaystyle {\ce {HF}}}）是氫的氟化物，有強烈的腐蝕性，有剧毒。它是無色的氣體，在空氣中，只要超過3ppm就會產生刺激的味道。
氫氟酸是氟化氫的水溶液，可以透過皮膚黏膜、呼吸道及腸胃道吸收。若不慎暴露於氫氟酸，應立即用六氟靈沖洗，若現場無六氟靈，則先以大量清水沖洗20至30分鐘，然後以葡萄糖酸鈣軟膏或藥水塗抹，并緊急送醫處理；若不小心誤飲，則要立即喝下大量的高鈣牛奶，並需緊急送醫處理。
氟化氫是一種極度危險的氣體，與潮濕水分接觸後會形成具有腐蝕性和滲透性的氫氟酸。這種氣體也會迅速破壞角膜，導致失明。

## 異常特性
氟化氫相對於其他鹵素氫化物具有一些異常的物理特性和化學特性。

### 高熔點及沸點

由于氢键,水和氟化氢的沸点异常的高。

由於氟原子电负性很大，所以会与氢原子形成氫鍵，所以沸點較氯化氫、溴化氫、碘化氫等為高。

### 弱酸性
氫氟酸之水溶液是一种弱酸。一方面由於氟原子半徑小，電荷密度高，對氫原子的束縛較大，另一方面由於H-F共價鍵高度極性，故氟化氫具有分子間氫鍵，使得氟化氫具有高度化學穩定性，離解度非常低。因此，離解生成之水合氫離子濃度較低，使酸度常數Ka較低。由此氟化氫為弱酸。
{\displaystyle {\ce {HF (aq) + H2O (l) <-> H3O+ (aq) + F- (aq)}}}
{\displaystyle K_{a}=7\times 10^{-4}mol\cdot dm^{-3}}

### 酸度變化
其他鹵化氫於水中濃度增加，酸度會下降。
{\displaystyle {\ce {HX (aq) + H2O (l) <-> H3O+(aq) + X- (aq)}}}
對於一般氫鹵酸，鹵化氫濃度上升至某個程度，每單位體積溶液中之含水量急劇下降，令此反應之平衡位置趨向左邊，使離解度下降，酸性下降。但在較濃的氟化氫水溶液中，酸度反而會增加。此現象是由於氟離子之一個反應：
{\displaystyle {\ce {F- + HF <-> HF2-}}}
{\displaystyle K=5.1mol^{-1}\cdot dm^{3}}
對於氫氟酸，若氟化氫濃度增加，以上反應之平衡位置趨向右邊，使氟離子濃度上升。
{\displaystyle {\ce {HF (aq) + H2O (l) <-> H3O+ (aq) + F- (aq)}}}
根據勒沙特列原理，此化學平衡之平衡位置趨向右邊以傾向增加氟離子之濃度，故此離解度上升，酸性上升。

### 侵蝕玻璃性
氫氟酸本身對硅酸鹽（硅）及二氧化硅有極強的侵蝕能力。 故可腐蚀玻璃(主要成分是二氧化硅及硅酸盐)，是可腐蚀玻璃的酸，所以日常貯存要使用塑料瓶或铅製容器。
{\displaystyle {\ce {CaSiO3 (s) + 6HF (aq) -> CaF2(aq) + SiF4(g) + 3H2O (l)}}}

## 用途
一般而言，無水氟化氫在工業上比其水溶液氫氟酸更為常見。以噸位計算，其主要用途是作為有機氟化合物的前驅物，以及作為鋁電解用冰晶石的前驅物。 

### 催化劑
氫氟酸（HF）在煉油廠的烷基化製程中用作催化劑。全球大多數已安裝的直鏈烷基苯（Linear alkylbenzene）生產裝置都使用氫氟酸。此製程包括將正構烷烴脫氫為烯烴，然後在氫氟酸（HF）催化劑的作用下與苯反應。例如，在煉油廠中，烷基化裝置將C3和C4烯烴與异丁烷混合，生成高辛烷值汽油的成分「烷基化物」。

### 作为溶剂
氟化氢是强酸性溶剂，在氟化氢中：
- 硝酸、硫酸显弱碱性；

与硝酸反应：HNO3＋2HF→H2NO3+＋HF2-
与硫酸反应：H2SO4＋3HF→HSO3F＋H3O+＋HF2-
- 高氯酸显两性。

显碱性时：HClO4＋2HF⇌H2ClO4+＋HF2-
显酸性时：HClO4＋HF⇌H2F+＋ClO4-
一价的氟化物均易溶于氟化氢；二价的氟化物{\displaystyle {\ce {SrF2}}}、{\displaystyle {\ce {BaF2}}}、{\displaystyle {\ce {PbF2}}}溶解度稍大，{\displaystyle {\ce {CaF2}}}、{\displaystyle {\ce {CdF2}}}、{\displaystyle {\ce {HgF2}}}溶解度稍小；三价的氟化物{\displaystyle {\ce {SbF3}}}溶解度稍小；其余二至四价金属的氟化物均难溶。
一些低价过渡金属的氟化物可以将溶剂还原，如{\displaystyle {\ce {CrF2}}}和{\displaystyle {\ce {UF3}}}，将溶剂还原，放出氢气，自身被氧化为{\displaystyle {\ce {CrF3}}}和{\displaystyle {\ce {UF4}}}。
在酸性環境下，氫氟酸非常危險，因為氫離子在酸性環境下會腐蝕皮膚，而氟離子則會將體內的鈣，鎂離子溶出，將嚴重破壞生理平衡。

## 健康影響

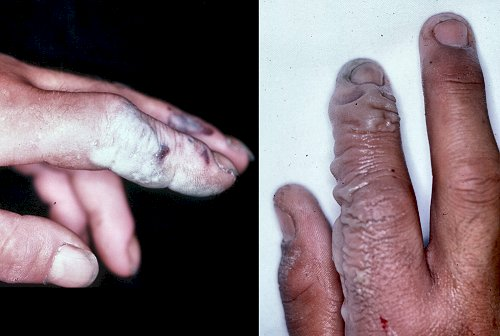
氫氟酸燒傷，一天後才顯現

氟化氫具有強腐蝕性和強接觸毒性。接觸後需立即就醫。 氟化氫會迅速破壞角膜，導致失明。吸入高濃度氟化氫或與皮膚接觸會導致心律不整或肺水腫（肺部積水）死亡。